# Ryza Cenon
Rhiza Ann Cenon Simbulan-Cruz (sinh ngày 21 tháng 12 năm 1987), được biết đến với nghệ danh Ryza Cenon, là một nữ diễn viên, vũ công, người mẫu và họa sĩ người Philippines. Năm 2004, cô trở thành Nữ sinh cuối cùng trong mùa thứ hai của chương trình StarStruck tổ chức bởi GMA Network. Cô đã xuất hiện trong một số bộ phim nổi bật bao gồm Darna, Ay, Robot!, Majika, Fantastikids, Fantastic Man, Joaquin Bordado, Buena Familia, và Alyas Robin Hood.
Năm 2016, Cenon đóng vai Jewel trong bộ phim độc lập Ang Manananggal sa Unit 23B. Tháng 12 cùng năm, cô đảm nhận việc khắc họa nhân vật Georgia Acuzar-Ferrer trong bộ phim Ika-6 na Utos và trở nên nổi tiếng hơn sau tác phẩm.

## Đóng phim

### Phim truyền hình
| Năm phát sóng | Tên phim                                  | Vai diễn                                  | Kênh phát sóng | Nguồn  |
| ------------- | ----------------------------------------- | ----------------------------------------- | -------------- | ------ |
| 2005          | Now and Forever: Mukha                    | Mae                                       | GMA Network    |        |
| 2005          | Darna                                     | Louella/Divas Impaktitas                  | GMA Network    |        |
| 2006          | Ay, Robot!                                | Aiza                                      | GMA Network    |        |
| 2006          | Majika                                    | Sara/Pria                                 | GMA Network    |        |
| 2006          | Fantastikids                              | Annabel                                   | GMA Network    |        |
| 2007          | Fantastic Man                             | Wena                                      | GMA Network    |        |
| 2008          | Joaquin Bordado                           | Cecille                                   | GMA Network    |        |
| 2009          | Gagambino                                 | Ada                                       | GMA Network    |        |
| 2009          | Rosalinda                                 | Abril Del Castillo                        | GMA Network    |        |
| 2009          | Sine Novela: Gumapang Ka Sa Lusak         | Apple Madrigal                            | GMA Network    |        |
| 2010          | Langit sa Piling Mo                       | Candy/Joy Flores                          | GMA Network    |        |
| 2010          | Koreana                                   | Darlene Roces                             | GMA Network    |        |
| 2010          | Bantatay                                  | Regine                                    | GMA Network    |        |
| 2011          | I ♥ You, Pare!                            | Mia Valencia                              | GMA Network    |        |
| 2011          | Machete                                   | Marla Lucero/Fake Aginaya/New Bugana      | GMA Network    |        |
| 2011          | Time Of My Life                           | Rochelle                                  | GMA Network    |        |
| 2012          | Legacy                                    | Juliet                                    | GMA Network    |        |
| 2012          | My Beloved                                | Teen Pepay                                | GMA Network    |        |
| 2012          | Luna Blanca: Ang Ikalawang Yugto (Book 2) | Ashley Alvarez                            | GMA Network    | [ 6 ]  |
| 2012          | Aso ni San Roque                          | Grace Santos                              | GMA Network    |        |
| 2012–2013     | Sana Ay Ikaw Na Nga                       | Olga Villavicer/Sandra Sebastian          | GMA Network    |        |
| 2013          | Indio                                     | Isabel Alfonso                            | GMA Network    | [ 7 ]  |
| 2013          | Prinsesa ng Buhay Ko                      | Selena Monteverde                         | GMA Network    |        |
| 2013–2014     | Adarna                                    | Mikay                                     | GMA Network    |        |
| 2014          | Innamorata                                | Doña Priscilla Manansala                  | GMA Network    |        |
| 2014          | Niño                                      | Myrna Salgado-Ibarra                      | GMA Network    |        |
| 2015          | Second Chances                            | Mariel                                    | GMA Network    |        |
| 2015          | Kailan Ba Tama ang Mali?                  | Margarita "Rita" Barcial                  | GMA Network    | [ 8 ]  |
| 2015          | Buena Familia                             | Vaness Castro                             | GMA Network    | [ 9 ]  |
| 2016          | A1 Ko Sa 'Yo                              | Candy                                     | GMA Network    | [ 10 ] |
| 2016          | Sinungaling Mong Puso                     | Leda Robles-Aguirre†                      | GMA Network    |        |
| 2016          | Alyas Robin Hood                          | Nancy Benitez†                            | GMA Network    | [ 11 ] |
| 2016–2018     | Ika-6 na Utos                             | Georgia "Adyang" Ferrer/Athena Francisco† | GMA Network    | [ 12 ] |
| 2018–2019     | FPJ's Ang Probinsyano                     | Aubrey Hidalgo†                           | ABS-CBN        | [ 13 ] |
| 2018–2019     | Home Sweetie Home                         | Luisa Caruhatan                           | ABS-CBN        |        |
| 2019          | The General's Daughter                    | Jessica "Jessie" De Leon                  | ABS-CBN        | [ 14 ] |
| 2020          | A Soldier's Heart                         | Young Minda Marasigan                     | ABS-CBN        |        |
| 2020          | Bella Bandida                             | Annabelle "Bella" Suarez                  | TV5            |        |

## Bảng xếp hạng FHM Philippines
| Năm  | Tạp chí         | Danh hiệu               | Xếp hạng | Nguồn  |
| ---- | --------------- | ----------------------- | -------- | ------ |
| 2005 | FHM Philippines | 100 phụ nữ gợi cảm nhất | #45      | [ 15 ] |
| 2006 | FHM Philippines | 100 phụ nữ gợi cảm nhất | #68      | [ 16 ] |
| 2007 | FHM Philippines | 100 phụ nữ gợi cảm nhất | #50      | [ 17 ] |
| 2008 | FHM Philippines | 100 phụ nữ gợi cảm nhất | #58      | [ 18 ] |
| 2009 | FHM Philippines | 100 phụ nữ gợi cảm nhất | #91      | [ 19 ] |
| 2010 | FHM Philippines | 100 phụ nữ gợi cảm nhất | #95      |        |
| 2011 | FHM Philippines | 100 phụ nữ gợi cảm nhất | #95      | [ 20 ] |
| 2013 | FHM Philippines | 100 phụ nữ gợi cảm nhất | #15      |        |
| 2014 | FHM Philippines | 100 phụ nữ gợi cảm nhất | #26      | [ 21 ] |
| 2015 | FHM Philippines | 100 phụ nữ gợi cảm nhất | #22      | [ 22 ] |
| 2016 | FHM Philippines | 100 phụ nữ gợi cảm nhất | #75      | [ 23 ] |
| 2017 | FHM Philippines | 100 phụ nữ gợi cảm nhất | #45      | [ 24 ] |